# 指定構造計算適合性判定機関
指定構造計算適合性判定機関（していこうぞうけいさんてきごうせいはんていきかん）は、建築物の構造計算が法令で定める基準に適合しているか否かを判定する機関である。通称は構造適判（こうぞうてきはん）。建築基準法第18条の2の規定に基づき、国土交通大臣又は都道府県知事が指定する。

## 概要
建築主は、一定規模を超える建築物については、建築主事または指定確認検査機関による建築確認と並行して、指定構造計算適合性判定機関等による構造計算適合性判定を受けなければならない。ただし、一定規模以下の建築物であっても、任意に構造計算適合性判定を受けることができる。判定申請にあたっては通常の建築確認申請とは別に手数料が必要になる。適合・不適合の判定は、構造関係法規や『建築物の構造関係技術基準解説書』に基づいて行われる。その手続きを解説した「確認審査・検査の運用解説」は財団法人建築行政情報センター（ICBA）で公表されている。

## 構造計算適合性判定を要する建築物
木造
高さ13mまたは軒高9mを超えるもの。
鉄骨造
地階を除く階数が4以上のもの。
地階を除く階数が3以上のもののうち、高さが13mまたは軒高9mを超えるもの。
鉄筋コンクリート造、鉄骨鉄筋コンクリート造
高さが20mを超えるもの。
組積造、補強コンクリートブロック造
地階を除く階数が4以上のもの。
規模以外にも計算方法等により判定の対象になる場合がある。

## 適合性判定機関一覧
※指定機関については各都道府県により異なる。

### 国土交通大臣指定
- 一般財団法人日本建築センター
- アスコ適判株式会社
- 株式会社建築構造センター
- 株式会社都市居住評価センター
- ビューローベリタスジャパン株式会社
- 株式会社国際確認検査センター
- 日本建築検査協会株式会社
- 一般財団法人日本建築設備・昇降機センター（指定確認検査機関としては2016年〔平成28年〕2月をもって業務終了。）
- 一般財団法人日本建築総合試験所
- 一般財団法人住宅金融普及協会
- ハウスプラス確認検査株式会社
- 一般財団法人ベターリビング
- 株式会社ジェイ・イー・サポート
- アウェイ建築評価ネット株式会社
- 株式会社確認サービス
- 株式会社グッド・アイズ建築検査機構
- 株式会社東京建築検査機構
- 株式会社神奈川建築確認検査機関
- 株式会社ビルディングナビゲーション確認評価機構
- 公益財団法人日本住宅・木材技術センター
- 株式会社J建築検査センター
- 一般社団法人日本膜構造協会
- 一般財団法人さいたま住宅検査センター
- 建築検査機構株式会社
- 地方独立行政法人北海道立総合研究機構
- 一般財団法人岩手県建築住宅センター
- 一般財団法人宮城県建築住宅センター
- 一般財団法人秋田県建築住宅センター
- 株式会社山形県建築サポートセンター
- 一般財団法人福島県建築安全機構
- 一般財団法人茨城県建築センター
- 公益財団法人とちぎ建設技術センター
- 一般財団法人群馬県建築構造技術センター
- 公益財団法人千葉県建設技術センター
- 公益財団法人東京都防災・建築まちづくりセンター
- 一般財団法人神奈川県建築安全協会
- 一般財団法人富山県建築住宅センター
- 一般財団法人石川県建築住宅センター
- 一般財団法人福井県建築住宅センター
- 一般財団法人長野県建築住宅センター
- 特定非営利活動法人静岡県建築技術安心支援センター
- 一般財団法人愛知県建築住宅センター
- 公益財団法人三重県建設技術センター
- 一般財団法人大阪建築防災センター
- 公益財団法人兵庫県住宅建築総合センター
- 一般財団法人山口県建築住宅センター
- 株式会社愛媛建築住宅センター
- 一般財団法人福岡県建築住宅センター
- 一般財団法人熊本県建築住宅センター
- 公益財団法人鹿児島県住宅・建築総合センター
- 一般財団法人沖縄県建設技術センター
- 沖縄建築確認検査センター株式会社
- 地方自治体（北海道、宮城県、山形県、福島県、群馬県、新潟県、長野県、岐阜県、愛知県、岡山県、広島県、山口県、高知県、佐賀県、長崎県、大分県）